# Каширский железнодорожный мост
 Каширский железнодорожный мост  — железнодорожный мост через реку Оку, расположенный близ города Кашира. Расположен на 108 километре Павелецкого направления Московской железной дороги на перегоне Белопесоцкий — Кашира.

## История

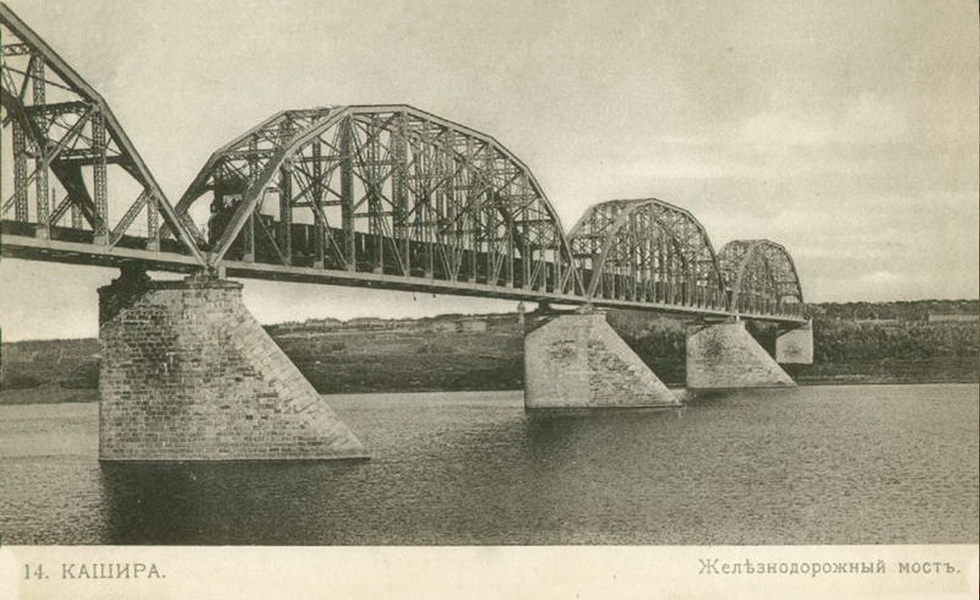
Мост в начале XX-го века

Первый мост был построен управлением Рязано-Уральской железной дороги по проекту профессора Московского инженерного училища инженера Лавра Дмитриевича Проскурякова в 1900 году. 

 Мост этот, отверстием 238 саженей, с ездою по низу, в четыре пролета по 58 саженей, занимал, по величине пролетов, до постройки моста на Астраханской линии через реку Бузань, первое место в Европейской России.
 «Л. Д. Проскуряков»
Первая реконструкция была проведена в 1933 году для обеспечения двустороннего движения (мост 1900 года был однопутным). Необходимость реконструкции вызвана техническим состояния моста, в частности, были выявлены горизонтальные трещины опор и эрозия мостового настила.
В 2001 году началась реконструкция шестипролётного моста на 108 км участка Ступино — Кашира Московской железной дороги. Реконструкцию проводила строительная компания «СК МОСТ». Работы завершились в 2008 году.
Возведённый мост стал третьим на месте пересечения линии Кашира — Ступино с рекой Окой. 26 ноября 2008 по самому старому мосту движение было закрыто, и начался его демонтаж. В ходе реконструкции выполнен ремонт опор (в том числе подводный), демонтаж старых пролётных строений, монтаж новых пролетных строений, устройство мостового полотна.
Новый четырехпролётный мост стал немного ниже, но для мелководной Оки это не имеет особого значения; его высота составляет 20 м.

## Конструкция

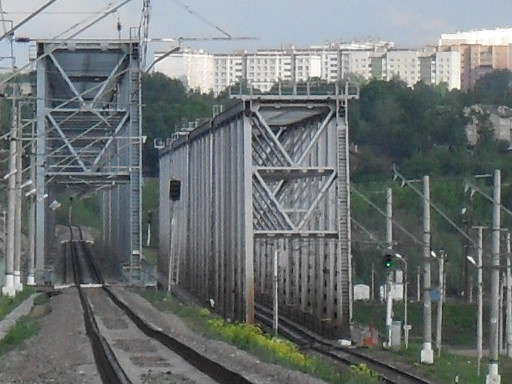
Фермы современного моста

В состав моста входит 4 сквозных фермы по 125 м и 5 опор. Фермы собраны из стали, опоры — железобетонные. Ширина моста в 2 пути.